# A Game of Dwarves
A Game of Dwarves est un jeu vidéo de gestion développé par Zeal Game Studio et édité par Paradox Interactive, sorti en 2012 sur Windows.

## Système de jeu
Le joueur doit gérer un donjon à l'aide de nains.

## Accueil
- Gamekult : 4/10[1]
- Jeuxvideo.com : 8/20[2]